# Jan Darlewski
Jan Darlewski (ur. 20 stycznia 1925 we Lwowie, zm. 24 czerwca 2009) – polski specjalista w zakresie metrologii technicznej, obróbki skrawaniem, technologii maszyn.

## Życiorys
W czasie II wojny światowej pełnił funkcję członka w plutonie Armii Krajowej podczas lwowskiej „Burzy, natomiast w 1950 ukończył studia na Politechnice Gdańskiej. Uzyskał stopień doktora habilitowanego, a w 1983 nadano mu tytuł profesora w zakresie nauk technicznych.
Pracował w Instytucie Automatyzacji Procesów Technologicznych i Zintegrowanych Systemów Wytwarzania na Wydziale Mechanicznym Technologicznym Politechniki Śląskiej, oraz był przewodniczącym Rady Naukowej w Instytucie Obróbki Skrawaniem i członkiem Komitetu Budowy Maszyn IV Wydziału - Nauk Technicznych Polskiej Akademii Nauk.

## Życie prywatne
Jego dziadkiem był Kazimierz Twardowski, założyciel lwowskiej i warszawskiej szkoły filozoficznej.

## Odznaczenia
- Złoty Krzyż Zasługi[1]
- Krzyż Kawalerski Orderu Odrodzenia Polski[1]